# 日加関係

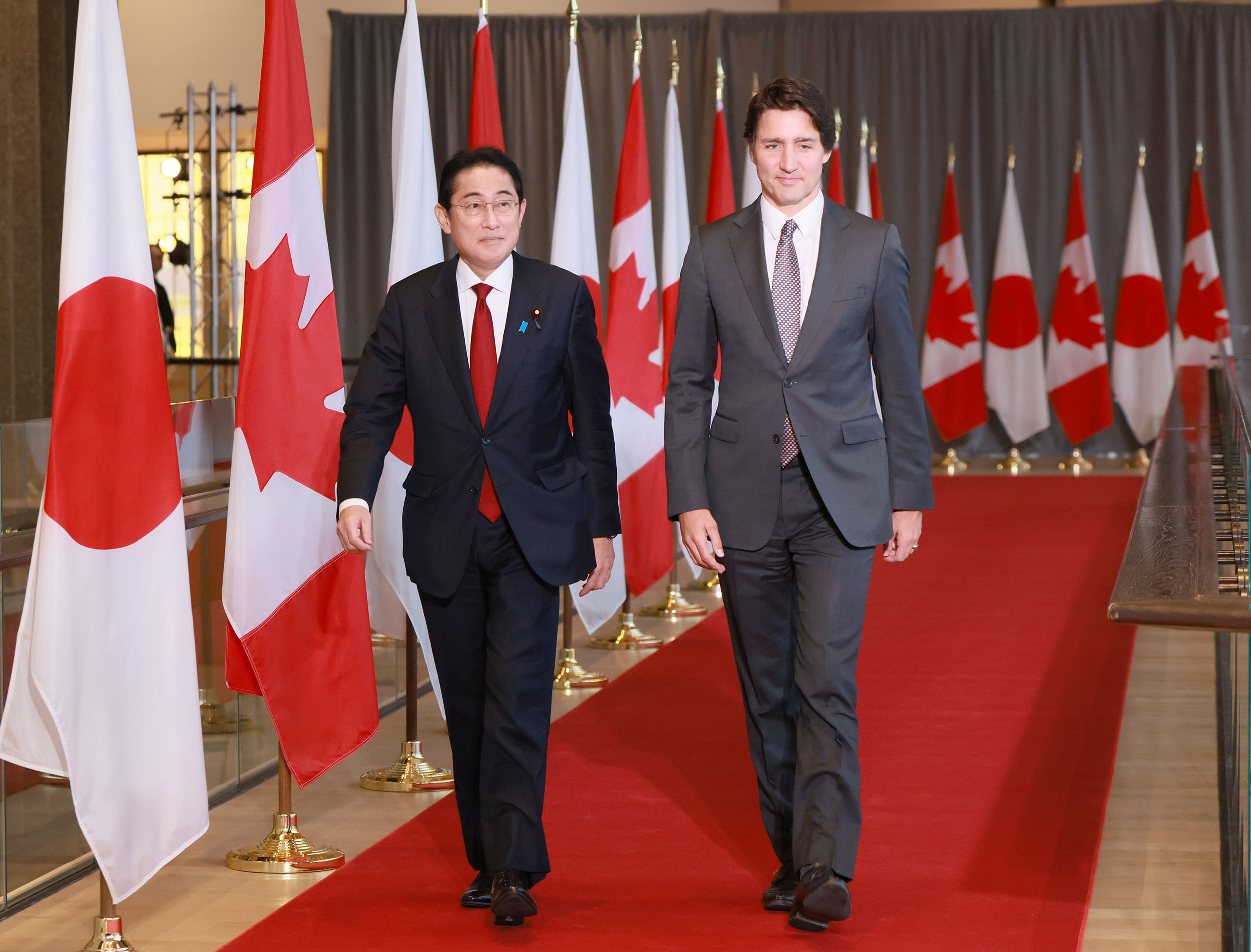
内閣総理大臣岸田文雄とカナダ首相ジャスティン・トルドー（2023年1月）

日加関係（にっかかんけい、英語: Canada–Japan relations, フランス語: Relations entre le Canada et le Japon）では、日本とカナダの関係について述べる。

## 概説

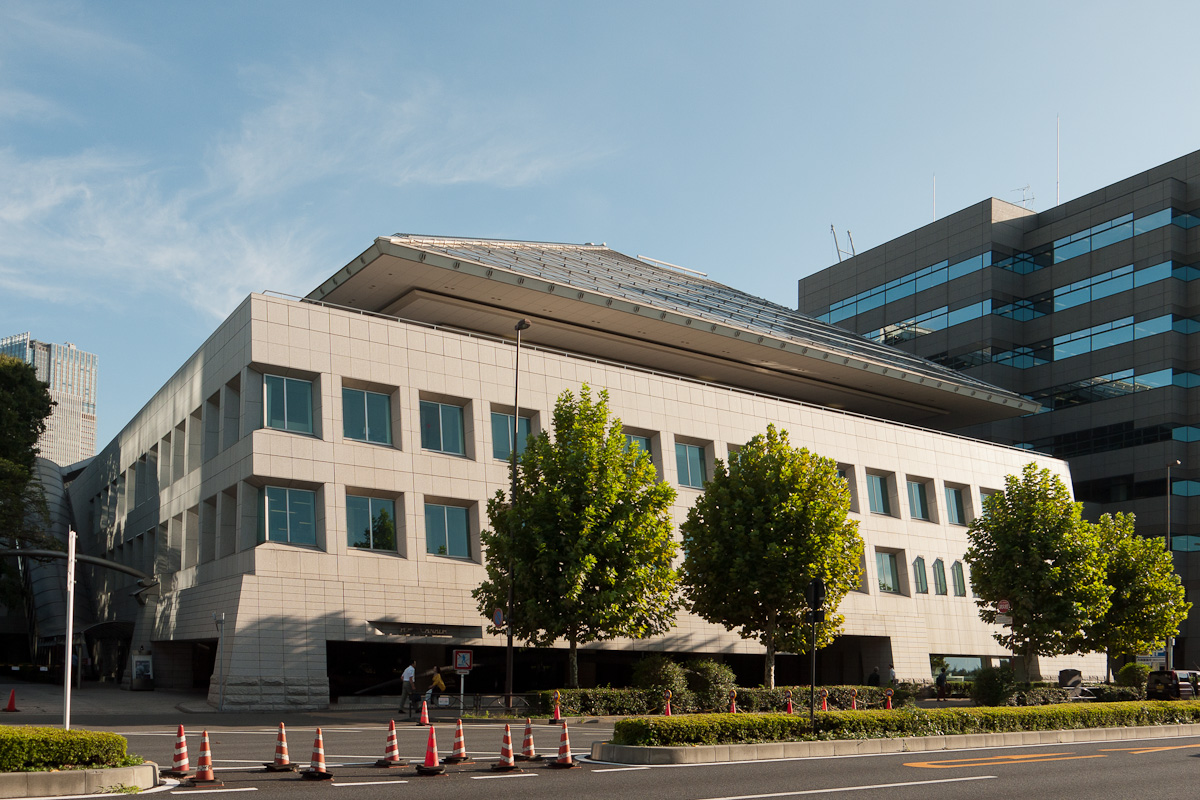
駐日カナダ大使館
（東京都港区赤坂）

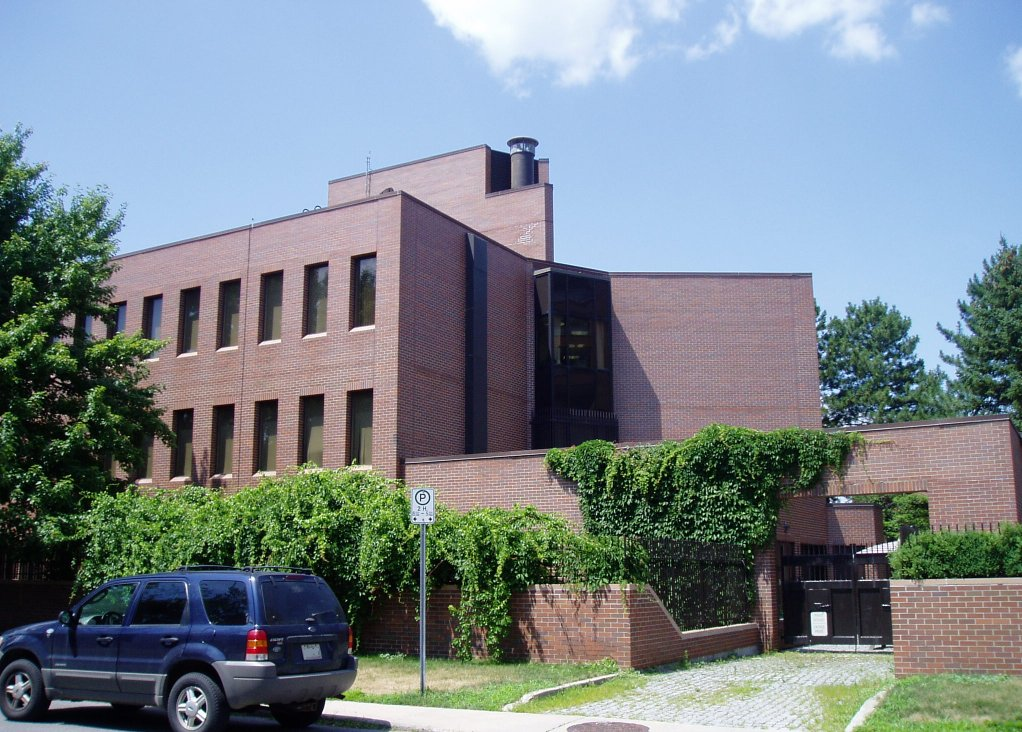
在カナダ日本国大使館
（オンタリオ州オタワサセックスドライブ）

2012年時点で、日本とカナダは多くの分野にわたって友好的な関係を結んでいる。両地域の関係は、まだカナダが大英帝国自治領だった1889年に日本がバンクーバーに領事館を置いたことに始まる。1903年にはオタワにも日本領事館を開設している。その後、1928年に日加両政府は正式に外交関係を樹立することで合意し、同年日本はそれまでオタワにあった領事館を格上げして公使館を設置し、カナダも翌1929年にアジア地域では同国初となる公使館を東京に開設した。
1929年に創設され、日本（東京）へ派遣されたカナダ使節団はアジアにおけるカナダの使節団としては最も古い歴史を有し、非イギリス連邦としては駐米（ワシントン）と駐仏（パリ）の使節団に次いで3番目に古いものであった。2012年現在、カナダは東京に大使館、名古屋に領事館をそれぞれ置いている。一方、日本はオタワに大使館、カルガリー、トロント、バンクーバー、モントリオールの4都市に総領事館を置いている。また、両国は共にG7、CPTPP、OECD、APECの加盟国である。

## 日加関係史
日本とカナダが最初に出会ったのは、カナダの冒険家ラナルド・マクドナルドが実母であるインディアンの祖先が日本であると信じて1845年に北海道へ密入国したときとされる。1873年には、二人のカナダ人宣教師が家族とともに横浜に来航し、同じころ、和歌山出身の大工・工藤儀兵衛がブリティッシュ・コロンビアの漁港スティーブストンに住みついたという。一部のカナダ系日本人の間では、後に両国が相互に設置した常設の公使館に先駆けて、非公式な接触があった。カナダに渡った最初期の日本人の一人に永野万蔵がおり、1877年にブリティッシュコロンビア州ニューウェストミンスターに上陸したとの記録がある。
初期の日本人移民は漁業労働者であったが、勤勉でよく働く日本人移民に対してカナダ人は反感と移民増加への警戒感を持ち、カナダ政府は日本人に移民制限を課した。日本政府はこれを受け入れたが、以降も日本人に対する偏見は長く続き、日系カナダ人を苦しめ続けた。
明治時代に日本に派遣されたカナダの使節団は日本の教育制度の近代化に影響を与え、西洋の伝統的な基本思想を教育分野に導入する過程で効果的な役割を果たした。カナダ人のジョージ・コクランは同志社大学、同じくデイヴィッドソン・マクドナルドは青山学院大学の創設にそれぞれ関与した。
1887年、横浜とバンクーバーを結ぶ蒸気船の航路が開通し、カナダ太平洋鉄道の海運部門が定期便を運航した。これらの航路に就いたカナダの船舶の一つにエンプレス・オーストラリアがあり、艦長のサミュエル・ロビンソンは1923年の関東大震災において救助活動を行ったことで国際的に称賛を浴びた。
1904年から1905年まで、王立カナダ野戦砲兵隊のハーバート・シリル・サッカー少将は日露戦争中、駐在武官として旧日本陸軍に随行した。サッカー少将は日露戦争中の功績を称えて日本政府から勲三等瑞宝章に叙されたほか、同戦争中の軍功により明治三十七八年従軍記章も授与されている。

### 在外公館の開設
1929年、東京に駐日カナダ公使館が開設された。これはイギリス連邦を除いてはワシントンとパリに次いで3番目の在外公館であり、カナダが日本をアジアにおける外交活動の拠点として位置付けたこの事実は両国関係において特別な重要性をもって強調される。しかしながら、この公使館の開設理由には、20世紀前半のブリティッシュコロンビア州に存在した反アジア的な感情にも大きく関わっている。当時のカナダ首相ウィリアム・ライアン・マッケンジー・キングは「我が国が日本人移民問題に対処する唯一の効果的な方法は、日本に駐在する我が国の公使に査証を発行させることだ」と述べるなど、カナダへの日本人移民の制限を求めていた。その背景には、オタワ公使館の設置から40年前の大英帝国自治領時代に開設された在バンクーバー日本領事館には価値がない（＝不十分だ）とみなされたことがある。
日本の初代駐カナダ公使は徳川家正で、1929年から1934年まで任期にあった。対して、カナダの初代駐日公使はサー・ハーバート・マーラー（任期：1929-1936）だった。

### 第二次世界大戦
1941年に太平洋戦争が開戦すると、両国の外交関係は厳しさを極めた。戦時中、カナダは国家安全保障を目的とする戦時措置法を可決し、日系カナダ人を強制収容すると同時に、これらの日系カナダ人は職業選択の自由や財産権など、多くの基本的な人権を剥奪された。
太平洋戦争において両国の戦力が直接に戦闘を交えたのは、真珠湾攻撃の8時間後に勃発した香港の戦いのみである。戦いは日本側の勝利に終わり、香港は日本に占領された。

### 戦後

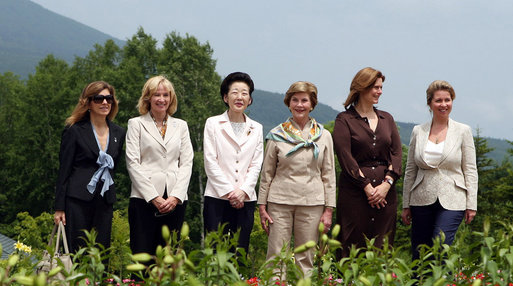
2008年（平成20年）7月8日、第34回G8サミット開会に際し、集った参加各国のファーストレディ。ローリーン・ハーパーカナダ首相夫人（左から2人目）と福田貴代子日本首相夫人（左から3人目）。（北海道虻田郡真狩村）

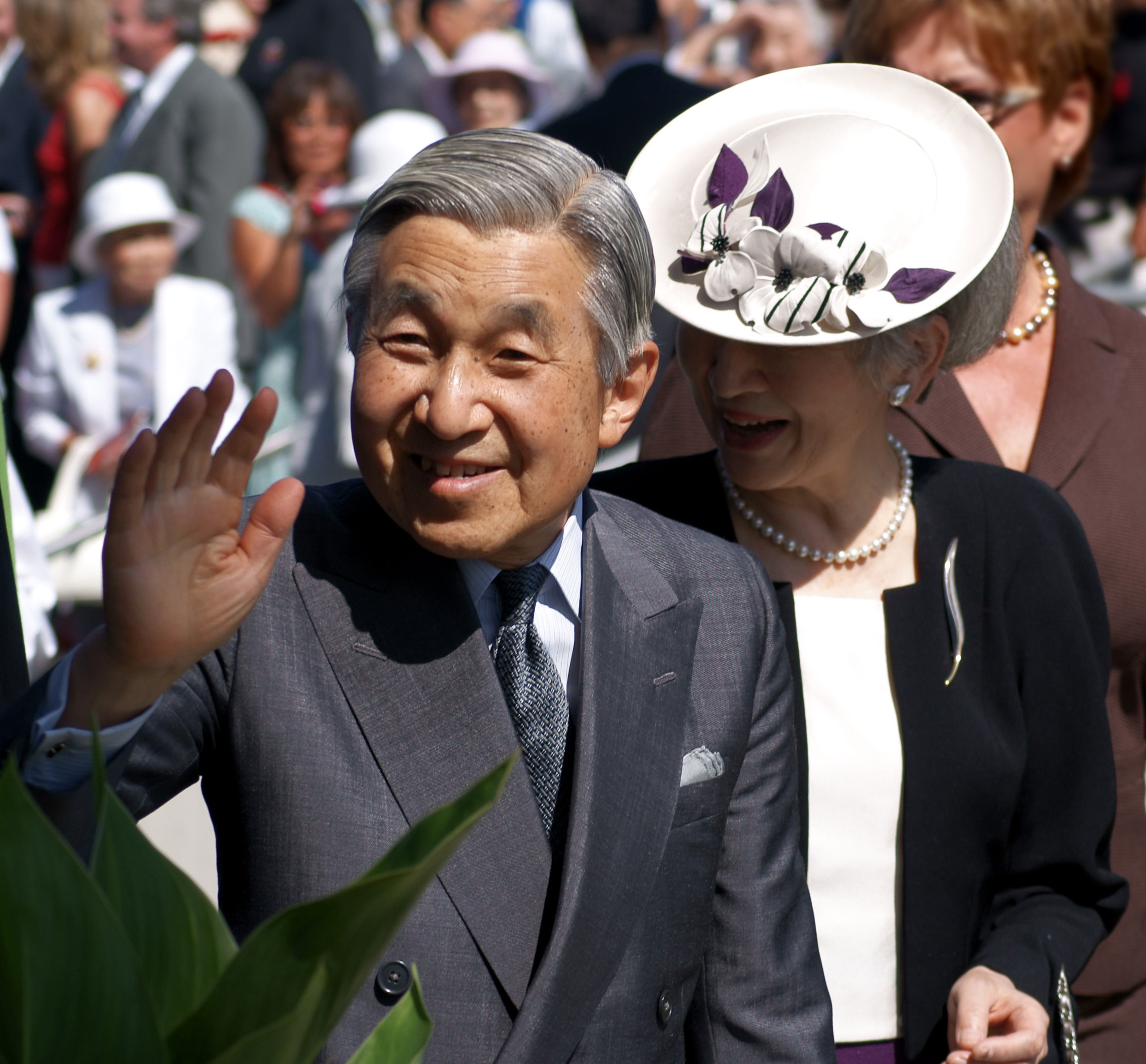
翌年2010年にバンクーバー冬季五輪開催を控えた、2009年（平成21年）、天皇・皇后が国賓として初めてカナダを公式訪問した。写真は同年7月10日、ブリティッシュコロンビア州リッチモンドのリッチモンド・オリンピックオーバルにて

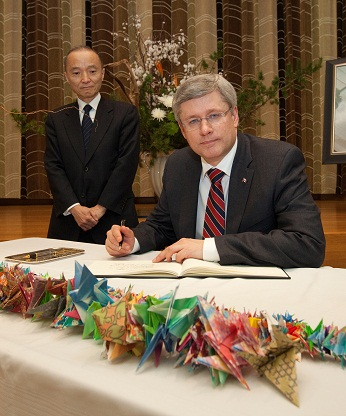
2011年（平成23年）3月23日、在カナダ日本大使館にて東日本大震災の犠牲者に弔意を表し記帳する首相スティーヴン・ハーパー（右）とカナダ駐箚大使石川薫（左）

広島と長崎への原爆投下の後、連合国側に対する日本の降伏を受けて、カナダ政府の代表は1946年に東京へ戻った。日本政府も将来的な外交関係の回復の準備のため、1951年、オタワに大使館を開設した。日加関係が完全に回復したのはサンフランシスコ講和条約を締結した1952年のことだった。
在京のカナダ公使館は大使館に昇格され、ロバート・メイヒューが戦後初の駐日カナダ大使に任命された。日本も初代在カナダ日本大使として井口貞夫特命全権大使をオタワの日本大使館に任官させた。
カナダは様々な方法により日本が国際社会へ復帰するのを助けた。1954年にオタワで開かれたコロンボ・プランの会合で日本の加盟が承認された背景にもカナダのイニシアチブがあった。同年、両国は通商に関する互恵的な協定に調印した。日本のGATT参入も支持するなど、カナダは当時の日本にとっては数少ない最恵国待遇を供する国だった。
日本はカナダの後援を得て国際連合への参加を推薦され、1956年に正式加盟を果たした。同様に1963年、カナダは日本の経済協力開発機構 (OECD) への加盟を強力に支援することを表明し、その翌年、日本はOECDに加盟した。

### 成熟しつつある関係
日加関係の修復を象徴する最も顕著な出来事は、1953年に当時の皇太子明仁親王が訪加したことである。この翌年、カナダ首相ルイ・サンローランと日本国首相吉田茂が互いに相手国を訪問し合った。
1950年代以降、日本とカナダは漁業、貿易、航空、郵便、原子力、文化等の幅広い分野において、数多くの互恵的関係を結ぶことに合意、協定を締結してきた。それらに伴って、両国首脳の交換訪問の機会も増していった。1960年代以後、岸信介、池田勇人、田中角栄、大平正芳、鈴木善幸、中曽根康弘、竹下登、海部俊樹、村山富市、橋本龍太郎、小渕恵三、森喜朗、小泉純一郎の歴代首相が訪加した。カナダ側からもジョン・ディーフェンベーカー、ピエール・トルドー、ジョー・クラーク、ブライアン・マルルーニー、キム・キャンベル、ジャン・クレティエン、ポール・マーティンの歴代首相が訪日した。
カナダ首相ブライアン・マルルーニーは、下院議会で第二次大戦中に抑留された日系カナダ人らへ不当な扱いがあったことに対して謝罪を述べた。1988年、日系カナダ人抑留問題に対応して、ブライアン・マルルーニーと全カナダ日系人協会 (NAJC) 会長のアート・ミキは、過去の歴史的問題を解決するための日系カナダ人補償合意書に署名した。
2008年、正式に日加間に国交が樹立して80周年を迎えるに際して、ハーパー首相は皇居を拝謁した。その翌年の2009年、天皇・皇后は国賓として初めてカナダを公式訪問した。

## カナダ人の対日・対日本人感情
| 調査対象国     | 肯定 | 否定 | どちらでもない | 肯定-否定 |
| -------------- | ---- | ---- | -------------- | --------- |
| オーストラリア | 78%  | 17%  | 5              | 61        |
| カナダ         | 77%  | 12%  | 11             | 65        |
| フランス       | 74%  | 21%  | 5              | 53        |
| ブラジル       | 70%  | 15%  | 15             | 55        |
| アメリカ       | 65%  | 23%  | 12             | 42        |
| イギリス       | 65%  | 30%  | 5              | 35        |
| メキシコ       | 59%  | 23%  | 18             | 36        |
| ケニア         | 58%  | 22%  | 20             | 36        |
| インドネシア   | 57%  | 17%  | 26             | 40        |
| ナイジェリア   | 57%  | 24%  | 19             | 33        |
| ペルー         | 56%  | 25%  | 19             | 31        |
| ギリシャ       | 52%  | 9%   | 39             | 43        |
| ドイツ         | 50%  | 13%  | 37             | 37        |
| トルコ         | 50%  | 32%  | 18             | 18        |
| ロシア         | 45%  | 16%  | 39             | 29        |
| インド         | 45%  | 17%  | 38             | 28        |
| スペイン       | 39%  | 36%  | 25             | 3         |
| パキスタン     | 38%  | 20%  | 42             | 18        |
| 中国           | 22%  | 75%  | 3              | -53       |

BBCワールドサービスが定期的に実施している世界各国を対象とした対他国感情に関する調査によれば、カナダにおける対日・対日本人感情は好意的な回答を示しており、特にBBCワールドサービスが実施した2017年度調査では、対日・対日本人感情の好意的な回答が全調査対象国のなかでトップであり、カナダ人の77%が日本の影響力を肯定的に見て、12%が否定的な見解を示し、カナダは世界で最も親日的な国となっている。

## 貿易
2006年の統計によると、日本はカナダにとって第3位の輸出相手国 (2.1%) であり、輸入相手国としても第4位 (3.9%)であった。カナダに向けた日本の主な輸出品目は自動車である。一方カナダから日本への輸入品目は菜種・豚肉などの農産品と、石炭・木材・銅鉱などの原材料である。
2018年に発行したCPTPPによりカナダ産牛肉の輸入が増加した。
外務省調査による2023年10月時点での、日系企業の海外支店や現地法人の数は982拠点となっている。

## 移民
カナダへの日本人の移民は1800年代に始まり、世紀が転換して厳しい制限が敷かれるまで盛んであった。バンクーバーの日本人街はかつて日系カナダ人らの生活の中心であり、現在にもその名残を留めている。